# Mandialaza
Mandialaza est une Commune Rurale malagasy du District de Moramanga, située dans la partie Sud-Ouest de la région d'ALAOTRA MANGORO. 
La Commune Rurale Mandialaza se trouve à environ 70km à l’Ouest de Moramanga. Elle se trouve dans le District de Moramanga. Cette commune est formée par neuf Fokontany. Elle a environ 16000 habitants dont 75% sont des cultivateurs éleveurs, 20% sont des commerçants, 5% sont dans le domaine de l’éducation.
Historiquement, ce sont les descendants d'Andriamamilaza dits Zafimamy et leur famille sont les premiers occupants de ce village. Ils sont venus d’Ankazondandy et ses environs, actuellement district de Manjakandriana. Ce sont eux qui bâtissaient le premier village de Mandialaza situé à la place de l'actuelle Eglise catholique dit Antampontanànan'i Mandialaza, c'est-à-dire au sommet de Mandialaza actuel. Mandialaza et l'ouest de la rivière Mangoro servaient de refuge au gens qui ont quitté leur terre natale comme les gens du Haut Plateau (Merina).Ces gens ne supportaient pas la corvée royale.
A l'arrivée des colons, c’est dans ce village qu’on a installé le bureau du Chef de Canton de l’époque alors le nom du village se répandait partout et Mandialaza devenait célèbre digne de ce nom. C’est à Mandialaza qu’on a établi la première école de la zone pendant la période coloniale. Toutefois, il est à noter que l'Administration royale de Ranavalona II a déjà installée la véritable première école de la région d'Anjafimbahy, le domaine des Zafimbahy qui est un sous-clan des Zafimamy.
Un sous-clan Zafimamy dit Zafindratrimo d'Ambohidratrimo an'Ala a opposé une résistance farouche à l'Administration royale provoquant trois conflits armés à Ampamoizankova, à une vingtaine de kilomètres au nord de Mandialaza. Ils se sont soumis après avoir battu deux fois les Hova.C'est probablement la dernière conquête merina.

## Géographie et démographique
La commune rurale Mandialaza abrite plus de 16000 habitants dont environ 1700 habitant par Fokontany, dont le Fokontany de Mandialaza (Chef Lieu de la Commune) abrite 2251 habitants. La population est constituée de 90% de Zafimamy melé au Bezanozano qui est l’ethnie originale de ce village. Les 10% restant sont composées de Betsimisaraka, Betsileo, Sihanaka en quête de travail et Merina. Ces Néo-Bezanozano sont des cultivateurs, des éleveurs des bœufs, de porc, et des volailles, et aussi des exploitants de la forêt. Ils sont caractérisés par un mode de vie harmonieux, respectant les traditions. Chaque matin le gens se saluent "Manahoana rahaly tompoko" et l'après midi "Manahoana mbarakaly tompoko", témoignant l'influence bezanozano. On se salue "Tsara va tompoko" même sans être "andriana". Ce serait Randriamamahatra, le chef militaire conquérant , qui avait imposé cette salutation qui est devenu courante actuellement.
Le chef-lieu de commune Mandialaza commence à attirer la population environnant comme les opérateurs économiques de Manjakandriana et d'Antananarivo. L'installation de la centrale hydroélectrique de Mandialaza suit son cours normal. Elle est prévue fonctionner en fin 2024. 

## Économie
Mandialaza est une zone agricole par excellence, particulièrement en matière de riziculture. Les habitants cultivent des maniocs, des patates douces et des haricots. Actuellement, les Mandialaziens commencent à s'intéresser aux légumes. Les litchis se cultivent bien à Mandialaza. Pourtant la production n'est pas encore importante.
L'aviculture n'est pas encore développée à cause des pestes aviaires successives. La prise de responsabilité de l'autorité est vivement souhaitée.
La centrale hydroélectrique ( comme déjà dit)) changera la productivité de la commune. Quand celle-ci est associée à l'apparition de la télécommunication moderne comme la téléphonie mobile (Telma et Orange) le développement ne restera plus au stade de rêve mais plutôt réalisable dans un avenir proche.
Cette initiative vient d'un organisme non gouvernemental, le Centre Ecologique Albert Schweitzer (CEAS), qui projette d'installer un centre énergétique durable couplé avec la préservation de l'environnement.